# Deuteromycota
Ce taxon est aujourd'hui obsolète.

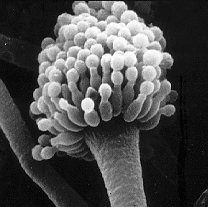
Aspergillus sp.

Les Deuteromycota ou Deutéromycètes (ou « champignons imparfaits ») sont des champignons à hyphes septés, se multipliant de façon non sexuée (dite aussi « végétative ») — on ne connaît pas encore leur forme de reproduction et de sexualité, s'ils en ont une.
Il s'agit d'un groupe polyphylétique, ne constituant pas un taxon (au sens phylogénétique du terme). Il a été créé pour classer les champignons septés que l’on ne sait pas classer ailleurs du fait de l’absence (ou de l'ignorance) de leur reproduction sexuée. Il constitue donc a priori un ensemble hétérogène et polyphylétique.
Le groupe des Deutéromycètes comprend de nombreuses espèces d'importance économique mondiale.
Les genres majeurs sont : 
- Fusarium, et
- Aspergillus.